# Heterogorgia stellata
Heterogorgia stellata är en korallart som beskrevs av Nutting 1910. Heterogorgia stellata ingår i släktet Heterogorgia och familjen Plexauridae. Inga underarter finns listade i Catalogue of Life.